# Amadou Diallo (Polizeiopfer)
Amadou Bailo Diallo (* 2. September 1975 in Sinoe County, Liberia; † 4. Februar 1999 in New York City) war ein in New York lebender Einwanderer aus Guinea, der dort am 4. Februar 1999 von vier Polizisten unter umstrittenen Umständen erschossen wurde. Seine Tötung und die anschließenden Freisprüche der Polizisten erlangten große nationale und internationale Aufmerksamkeit und führte zu umfassenden Protesten gegen Polizeigewalt und Diskriminierung.

## Leben
Diallo war das älteste von vier Kindern von Kadiatou Diallo und Amadou Saiko Diallo. Die Familie führte ein privilegiertes Leben. Diallo wuchs in Liberia, Guinea, Togo und Thailand auf, besuchte internationale Schulen und sprach mehrere Sprachen. Sein lang verfolgtes Ziel war es, eine gute Ausbildung zu erlangen und zu studieren. Mit dem Wunsch, ein College zu besuchen, flog Diallo 1995 nach New York City. Dort arbeitete er in einem Straßenkiosk, um sich das Geld für ein Studium der Computer Science zusammenzusparen. Wenige Tage vor seinem Tod teilte Diallo seiner Mutter in ihrem letzten Telefonat mit, dass er genug Geld angespart habe, um seinen Traum zu verwirklichen.

## Ablauf der Tat
Am 4. Februar 1999 kam Diallo kurz vor ein Uhr nachts zu seinem Appartementhaus, 1157 Wheeler Avenue, in Soundview in der Bronx. Vier weiße Zivilpolizisten der Spezialeinheit für Straßenkriminalität  („Street Crime Unit“)  durchkämmten die Nachbarschaft nach einem gesuchten Serien-Straftäter in ihrem zivilen Ford Taurus. Als sie Diallo erblickten, verwechselten sie ihn mit dem gesuchten Straftäter und wollten ihn verhaften. Sie hielten an, stiegen mit gezückten Waffen aus und einer der Polizisten forderte den schwarzen Diallo auf, seine Hände hochzunehmen. Während die Polizisten später angaben, sich als Polizisten zu erkennen gegeben zu haben, bezeugte eine Nachbarin, dass die Polizisten ohne Vorwarnung geschossen hätten. Diallo lief in den unbeleuchteten Eingangsbereich seines Hauses und griff dort in seine Jacke, vermutlich um sein Portemonnaie herauszunehmen und sich ausweisen zu können. Einer der Polizisten rief, dass Diallo eine Pistole habe, woraufhin die Polizisten das Feuer eröffneten. Als einer der Polizisten rückwärts die Eingangsstufen hinunter fiel, gingen die anderen davon aus, er sei von einem Schuss getroffen worden. Alle vier Polizisten feuerten auf den unbewaffneten Diallo. Sie gaben insgesamt 41 Schüsse ab. Der 23-jährige wurde von insgesamt 19 Schüssen in Lunge, Nieren, Milz, Rückenmark, Leber und das Herz getroffen und verstarb innerhalb von Minuten an den Schussverletzungen.

## Kontext: Umstrittene Polizeipraxis der Street Crime Unit
Die vier Polizisten waren Teil der als hart durchgreifend bekannten Street Crime Unit des New York City Police Department (NYPD). Die Eliteeinheit von Zivilfahndern patrouillierte Gebiete der Stadt, die als kriminelle Hochrisikobereiche eingestuft worden waren. Zu ihren Hauptaufgaben gehörte es, im Kampf gegen illegale Waffen, die Straßen New Yorks sicherer zu machen. Hierzu waren sie angehalten, anlasslos dem definierten Profil entsprechende Passanten anzuhalten und sie zu durchsuchen („stop-and-frisk“-Methode). Die hierzu eingesetzten Zivilpolizisten trugen halbautomatische 9 Millimeter Pistolen, deren Kugeln sich innerhalb von wenigen Sekunden abfeuern ließen. Dabei unterlagen sie inoffiziellen Vorgaben von Erfolgsquoten und einen hierdurch ausgelösten Konkurrenzdruck. Seinerzeit wurde in New York die Nulltoleranzstrategie des damaligen Bürgermeisters Rudy Giuliani verfolgt, die weltweite Berühmtheit erlangte. Der allgemeine politisch definierte Auftrag der Polizei war es, allen möglichen Gewalttaten zuvorzukommen.

## Gerichtsverfahren

### Strafverfahren
Die vier Polizisten wurden am 25. März 1999 wegen schweren Totschlags (murder of 2nd degree), „leichtfertiger“ Gefährdung eines Menschenlebens sowie Verstößen gegen ihre Dienstvorschriften vor einem Schwurgericht in der Bronx angeklagt. Da die Verteidigungen der vier Angeklagten befürchtete, dass in der Bronx die Durchführung eines fairen Verfahrens nicht möglich sei, beantragten sie erfolgreich die Verlegung des Prozesses an ein Strafgericht in Albany.
Durch den Beschluss des Richters wurde die Fernsehübertragung des Strafverfahrens in Albany erlaubt. Hierzu hat der Richter das bundesstaatliche, generelle Verbot der Fernsehübertragung für verfassungswidrig erklärt und ausgeführt, dass hohe öffentlichen Interesse an diesem Fall gebiete die Fernsehübertragung.
Die Staatsanwaltschaft bezeichnete den Tathergang als "brutale Hinrichtung".
Die Verteidiger der Angeklagten beriefen sich auf eine Notwehrlage der Polizisten. Die Beamten erklärten, Diallo hätte sich verdächtig verhalten und sie hätten angenommen, dass er eine Waffe ziehen würde. Die Polizisten beriefen sich darauf,  zwar Zivilkleidung getragen zu haben,  ihre Dienstmarken seien jedoch deutlich erkennbar gewesen und sie hätten Diallo durch lautes Zurufen auf sich aufmerksam gemacht.
Das Gericht folgte insbesondere den emotional vorgetragenen Einlassungen  der Polizeibeamten, die erklärt hatten, allein aus Furcht vor einem Angriff geschossen zu haben. Aus Angst um ihr Leben hätten sie die  Magazine ihrer Pistolen leergeschossen.
Die Geschworenen, bestehend aus vier Schwarze und acht Weißen benötigten für ihre geheime Beratung zwei Tage. Nach knapp drei Wochen Verhandlung und 20-stündiger Beratung sprachen die Geschworenen alle vier Angeklagten in allen Anklagepunkten frei. Das Gericht war der Ansicht, der Tod des 22-jährigen Einwanderers sei das Ergebnis unglücklicher Umstände gewesen. Die vier weißen Polizisten würde keine persönliche Schuld treffen.

### Polizeiinterne Untersuchung
Die interne Untersuchung der NYPD kam zu dem Ergebnis, die beteiligten Beamten hätten im Rahmen der Vorschriften gehandelt. Auf der Grundlage ihnen zum Tatzeitpunkt zur Verfügung gestandenen Informationen hätten sie das getan, „was ein vernünftiger Polizist unter denselben Umständen“ getan hätte. Dennoch sollte die polizeiliche Ausbildungspraxis des NYPD und die Verwendung von Vollmantelgeschossen überprüft werden.

### Untersuchung des Justizministeriums der Vereinigten Staaten
Das Department of Justice kam im Jahr 2000 zu dem Ergebnis, nicht gegen die Polizisten wegen Verletzung von Verfassungsrechten strafrechtlich vorzugehen. Das Ministerium könne nicht zweifelsfrei beweisen, dass die Polizisten beabsichtigten, Diallos Verfassungsrechte, vor unangemessener Strafverfolgung geschützt zu werden, zu verletzen.

### Zivilklage
Die Eltern von Amadou Diallo reichten gegen die Stadt New York und die vier Polizisten Zivilklage wegen „widerrechtlicher Tötung“ sowie weiterer Verletzungen der Bürgerrechte Diallos ein. Sie forderten 61 Millionen Dollar Schadenersatz. Das Verfahren endete Anfang 2004, ohne Anerkennung einer Schuld, mit einem Vergleich über 3 Millionen Dollar.

## Reaktionen

### Proteste gegen Polizeigewalt und Diskriminierung
Die Erschießung von Diallo belebte die in den Vereinigten Staaten geführten Diskussionen über Polizeigewalt gegen marginalisierte Bevölkerungsgruppen. Wochenlange Proteste und Aufforderungen zu zivilem Ungehorsam folgten der Tötung Diallos. Prominente Unterstützer wie der Reverend Jesse Jackson und das frühere Mitglied des Repräsentantenhauses, Charles Rangel, sorgten für eine breite Öffentlichkeit, als sie nach einer Blockade der Zentrale der New Yorker Polizei verhaftet wurden. Federführend organisiert wurden die Proteste von dem Bürgerrechtler und Pfarrer Al Sharpton. Im Zentrum der Kritik stand die diskriminierende Racial Profiling Praxis der Polizei, durch welche Diallo allein wegen seines Aussehens für einen Täter krimineller Aktivitäten gehalten und der Polizeimaßnahme unterworfen wurde. Den Polizeibeamten wurde vorgeworfen, vorschnell und unverhältnismäßig gehandelt zu haben.
Das Strafverfahren wurde ebenfalls von dauerhaften Demonstrationen begleitet. An den Verhandlungstagen riefen die Demonstranten vor dem Gerichtsgebäude Parolen gegen Diskriminierung und brutale Polizeigewalt, die bis in den Gerichtssaal zu vernehmen waren. In Anlehnung an den Tathergang riefen sie "41 shots" und hielten schwarze Portemonnaies in die Luft.
"Keine Gerechtigkeit, kein Frieden!" riefen Demonstranten nach der Urteilsverkündung vor dem Gericht in Albany und in der Bronx. Am Wochenende nach der Verkündung der Freisprüche versammelten sich in der New Yorker Innenstand 2500 Menschen am Samstag und 2000 Menschen am Sonntag zu Protesten. Sie forderten einen neuen Prozess vor einem Bundesgericht.

### Protest durch Kunst
Bruce Springsteen schrieb das Lied American Skin (41 Shots) über den Tod von Diallo. Living Colour, eine afroamerikanische Rockformation, coverte American Skin bei einem Live-Auftritt auf dem Montreux Jazz Festival. Auch Wyclef Jean schrieb ein Lied mit dem Titel Diallo Diallo über den Vorfall, genauso wie Lauryn Hill, die später ein Lied unter dem Namen I Find it Hard To Say (Rebel) schrieb. Die Hip-Hop-Künstler J-Live, Mos Def, Wordsworth, A.L. & Tame One verfassten ebenfalls unter dem Projekt Hip Hop for respect einen Song namens A tree never grown zu dem Vorfall. Die Heavy-Metal-Band Trivium schrieb ebenfalls ein Lied mit dem Songtitel Contempt Breeds Contamination über den Vorfall. Im Lied Things I’ve seen der Rapgruppe Spooks wird auch auf Amadou Diallo verwiesen. Des Weiteren erwähnt die US-amerikanische Band Leftöver Crack die 41 Schüsse in ihrem Song One Dead Cop. Außerdem gibt es in den Filmen Nicht Auflegen! und 25 Stunden und der Fernsehserie New York Cops – NYPD Blue (Staffel 6, Episode 20) eine Anspielung auf die 41 Schüsse.

### Reform der Arbeit und Struktur des New Yorker Police Department
2000 stellte die seinerzeitige Generalbundesanwältin des Justizministerium der Vereinigten Staaten Janet Reno fest, dass nahezu 90 Prozent der von der Eliteeinheit angehaltenen und durchsuchten Personen entweder afro- oder lateinamerikanische Menschen waren.
Die Eliteeinheit des NYPD wurde 2002 aufgelöst.
2013 erklärte ein United States District Court die Stop-and-Frisk-Praxis wegen Verletzung des vierten Zusatzartikels der US-Verfassung für verfassungswidrig.

### Errichtung der Stiftung
Diallos Mutter hat eine nach ihrem Sohn benannte Stiftung gegründet. Stiftungszweck ist die Finanzierung von Stipendien für Studenten afrikanischer Abstammung oder für Studenten, die aus Afrika in die USA eingewandert sind, um ein College zu besuchen. Ein Anteil der späteren Vergleichssumme wurde dem Stiftungsvermögen zugeführt.

### Straßenumbenennung
Im Februar 2003, am vierten Jahrestag seiner Tötung, wurde der Straßenabschnitt, in welchem Diallo in der Bronx lebte, in Amadou Diallo Place umbenannt.